# Sobrereserva

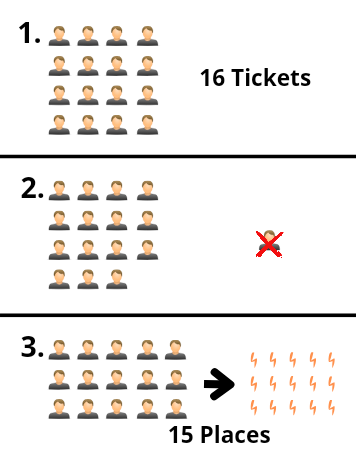
Cas de sobrereserva perfecte:
1. Es venen (i es cobren) 16 tiquets.
2. Un client no pot utilitzar el tiquet, per exemple, per malaltia.
3. Els 15 clients restants, ocupen les úniques 15 places disponibles.

La sobrereserva (també coneguda pel nom anglès overbooking) és l'excés de reserves a un servei que no té prou capacitat per a absorbir-les. És una estratègia comercial que aprofita que a la pràctica no totes les reserves es transformen en un ús del servei, i aquest marge s'intenta cobrir per a maximitzar el benefici econòmic.
L'objectiu primer d'aquesta pràctica és tenir la màxima ocupació del servei, tenint en compte la probabilitat que tenen els usuaris de no utilitzar-lo. La problemàtica arriba quan l'excés de reserves es transforma en un excés real i hi ha usuaris que no poden accedir al servei contractat, amb el consegüent perjudici. La solució en aquests casos pot variar en funció del context del servei, normalment s'indemnitza d'alguna manera als afectats o se'ls ofereix una oferta alternativa. S'ha de tenir en compte, però, que la pràctica de la sobrereserva és considerada legal en molts contextos, com en el cas de les companyies aèries.

## Etimologia i ús dels mots
El verb overbook (posteriorment transformat en el nom overbooking) fou utilitzat per primera vegada en anglès l'any 1903, situat a l'àmbit de la venda d'entrades al teatre, i prové de la unió de la preposició over i el verb book. La preposició over, que significa per sobre, prové del protoindoeuropeu uper. El verb book, que significa reservar (alguna cosa), prové del protogermànic bokiz.
En català, la paraula overbooking aparegué com a xenisme durant el segle xx, però també es va començar a utilitzar la traducció literal sobrereserva amb el mateix propòsit. Actualment, ja s'ha acceptat aquest últim mot en alguns diccionaris, però es diu que el seu ús s'acostuma a limitar en el cas de sobrereserva de places, mentre que el mot anglès s'utilitza sense restriccions per l'overbooking en telecomunicacions. A més a més, a l'àmbit catalanoparlant, se segueix utilitzant més el mot en anglès overbooking que el català sobrereserva.

## Tipus de sobrereserva
Existeixen dos tipus de sobrereserva: la sobrereserva de places (de transport o allotjament) i la sobrereserva de telecomunicacions (saturació de línies).

### Sobrereserva de places
El tipus més conegut és la sobrereserva de places, que consisteix a vendre més places que les disponibles. Practiquen aquest tipus de sobrereserva els hotels o altres serveis d'allotjament, companyies aèries, navilieres, ferroviàries o altres empreses de transport. Això els permet tenir una ocupació total o gairebé total en la majoria d'ocasions, encara que es cancel·lin molts viatges (el bitllet es pot tornar a reservar una altra vegada). Els viatgers d'empresa sovint cancel·len les reserves a última hora, quan les seves trobades triguen més del previst. Si tothom es presenta, com a mínim en el cas de les aerolínies, la sobrereserva haurà causat una sobrevenda. La companyia aèria segurament preguntarà per voluntaris que deixin la seva plaça i/o denegar l'embarcament a alguns passatgers a canvi d'una compensació que pot incloure un altre bitllet gratuït o el reposicionament en un altre vol. Pot ser que passi això i que encara segueixin guanyant més diners que si haguessin venut el nombre de seients de l'avió i s'enlairessin amb seients buits.
Algunes companyies aèries, com la JetBlue Airways, no practiquen la sobrereserva com a política que proveeix un incentiu i evita la decepció dels usuaris. Com que la majoria dels seus clients són turistes, amb bitllets no cancel·lables, quasi sempre es presenten a l'aeroport. Actualment, alguns programes de viatgers habituals permeten al client viatjar en un vol ja ple, i es fa baixar a algun viatger que ja hi era. A vegades s'utilitza la sobrereserva només en la classe turista, i en cas que es presentin massa clients se'ls puja a les places buides de classes superiors. És important tenir en compte que quan es presenta un excés de clients per a agafar un vol, la companyia aèria sol denegar l'embarcament a aquells passatgers que han arribat últims.
En el cas de l'allotjament el mètode és similar, amb la possibilitat de transferir-se els clients entre diferents hotels. També en la resta de tipus de transport, amb la possibilitat d'afegir més mitjans.

### Sobrereserva de telecomunicacions

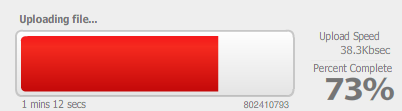
La baixa velocitat en la càrrega o descàrrega d'arxius és un símptoma de sobrereserva de telecomunicacions.

En la indústria de les telecomunicacions, la sobrereserva indica que una empresa (es pot tractar d'una companyia telefònica, proveïdora d'internet o qualsevol altra empresa que ofereixi un servei de transmissió de dades) ha venut l'accés a molts clients que superen la capacitat màxima de transmissió d'informació d'una línia, xarxa de telecomunicacions o servidor informàtic. Llavors, el mitjà se satura i priva alguns clients d'utilitzar el servei amb la velocitat contractada.
Tanmateix, això només passa quan una gran part dels usuaris tracten d'usar el servei al mateix temps. Aquesta quantitat d'usuaris actius és fàcilment calculable per l'empresa a través de gràfiques amb dades estadístiques anteriors que mostren quines són les hores punta o de més demanda. En aquestes franges horàries, l'empresa podrà inserir un servei suplementari. El percentatge de sobrereserva aplicat s'anomena raó o ràtio de sobrereserva i sol rondar el 50%.
El client es beneficiarà del fet que el preu de les subscripcions en aquestes empreses són menors, ja que ocupen una posició central en el mercat. Els contractes en empreses que garanteixen la capacitat en les xarxes són bastant cars, ja que no aprofiten les seves infraestructures de telecomunicacions la major part del temps.

## Estatus legal
La pràctica de la sobrereserva no és sempre considerada legal, ja que pot provocar greus perjudicis al consumidor. D'altra banda, les empreses es queixen que si no duen a terme certa sobrereserva estan desaprofitant els seus béns i estan perdent diners. Per això, la legislació de cada estat la regula de manera diferent.
A la Unió Europea, el Reglament 261/2004 regula la sobrereserva aèria. Se'n permet la pràctica, però en cas de denegar-se-li el vol, l'usuari pot escollir entre un el reemborsament dels diners o un viatge alternatiu i una compensació econòmica. Aquesta compensació consistirà en 250 € per vols fins a 1.500 km, 400 € per vols entre 1.500 i 3.500 km o vols intracomunitaris de més de 1.500 km o bé 600 € per vols no intracomunitaris de més de 3.500 km. La sobrereserva aèria està permesa i amb compensacions regulades a tot el món, sempre que se n'hagi informat a l'usuari.
La sobrereserva per a altres tipus de transports o per l'hostaleria no està regulada dins la Unió Europea, però a vegades es practica quan la reserva no està numerada o per errors en la venda de places. A la resta del món hi sol haver flexibilitat i la compensació als usuaris afectats sol quedar-se en un servei alternatiu o el reemborsament dels diners.
La sobrereserva de telecomunicacions, en canvi, està absolutament permesa, sempre que no s'hagi informat del contrari. L'empresa es fa responsable de respondre a qualsevol reclamació o denúncia per incompliment del contracte.

## Beneficis i perjudicis per l'afectat
Un client es pot decantar per utilitzar un servei amb sobrereserva perquè sol ser més barat. A més, és molt poc probable que es quedi sense servei, i n'assumeix la responsabilitat si és així. Tot i això, molts clients contracten un servei amb sobrereserva a causa d'un monopoli o oligopoli en el qual no hi ha altra opció, o bé simplement a causa del desconeixement que pot provocar deixar de llegir les clàusules del contracte. En aquests dos casos, si la sobrereserva acaba perjudicant al client, aquest quedarà molt insatisfet, ja que no creurà haver rebut cap benefici.
Els perjudicis per l'afectat sovint no es limiten només a la pèrdua del servei, sinó que també inclouen danys morals i poden provocar la indisponibilitat per a la feina, la pèrdua de connexions de vols i alteracions greus dels horaris previstos.

## Beneficis i perjudicis per l'empresa
Si una empresa practica la sobrereserva és perquè n'obté un benefici econòmic i ha superat el càrrec de consciència que pot suposar no atendre els clients degudament. No obstant això, no sempre és fàcil obtenir un alt rendiment d'aquesta pràctica i, a més a més, el risc de perdre-hi diners és elevat.
Per exemple, una companyia aèria pot practicar la sobrereserva perquè el seu nombre de vols és elevat i els beneficis dels casos de sobrereserva satisfactoris superaran, a la llarga, les indemnitzacions dels casos de sobrereserva frustrada. En canvi, si un negoci consisteix a vendre places en un observatori per un eclipsi solar (esdeveniment puntual), seria massa arriscat practicar-hi la sobrereserva.
D'altra banda, també s'ha de tenir en compte que amb tal pràctica el servei d'atenció al client tindrà més demanda, la imatge empresarial decaurà i, en el pitjor dels casos, l'empresa pot ser víctima d'un boicot.

## Càlcul de la sobrereserva a aplicar
Les empreses solen utilitzar programes informàtics per a calcular la quantitat òptima de sobrereserva a aplicar per obtenir el major benefici, i en cap cas superen aquest llindar, ja que tindrien pèrdues. Existeixen dos tipus de programes que fan aquesta funció: els programes per algorismes i els simuladors, tots dos utilitzant mètodes estadístics.
Aquests programes tenen en compte les variables principals que poden afectar el càlcul:
- Capacitat del servei. Quan augmenta, el risc de resultats indesitjats disminueix.
- Probabilitat de no presentar-se (o de no utilitzar el servei) de cada client o grup de clients. Quan augmenta, la quantitat de sobrereserva també augmenta.
- Grups de clients que utilitzen el servei alhora i si fallen, fallen alhora (per exemple, les famílies que viatgen). Si existeixen, fan augmentar el risc de resultats indesitjats i fan disminuir la sobrereserva aplicada.
- Cost total del servei.
- Preu del bitllet o servei.
- Cost de les indemnitzacions als clients.
- Cost de la repercussió negativa d'aquesta pràctica.

Com més variables s'hi puguin incloure i més fiables siguin les dades donades millor serà l'aproximació. Per aquesta raó moltes empreses tenen bases de dades on es registra l'activitat del client que després serveixen per a introduir al programa, que s'executa per cada situació nova. Per exemple, una empresa de telecomunicacions intentarà donar servei a grups d'usuaris que es connectin en horaris diferents i podran fer previsió sempre de quanta gent es connectarà a la xarxa. O bé, una aerolínia aplicarà una sobrereserva més elevada si sap que els seus clients tenen menys probabilitats de presentar-se a l'aeroport.